# Dion Cooper
Dion Cuiper (29 de noviembre de 1993), conocido artísticamente como Dion Cooper, es un cantautor neerlandés. El estilo de Cooper tiene influencias de Toto, Ed Sheeran y Shawn Mendes, entre otros. Su debut fue en 2020 con el EP Too Young Too Dumb. En 2021, fue telonero en la gira de Duncan Laurence.

## Festival de Eurovisión 2023
El 1 de noviembre de 2022, se anunció que Cooper representaría a los Países Bajos en el Festival de la Canción de Eurovisión en 2023 junto a Mia Nicolai con la canción «Burning Daylight».

## Discografía
| Título             | Lanzamiento              |
| ------------------ | ------------------------ |
| Much higher        | 21 de febrero de 2020    |
| Jealousy           | 22 de mayo de 2020       |
| Too young too dumb | 26 de junio de 2020      |
| Simple             | 14 de agosto de 2020     |
| Bobby's song       | 20 de noviembre de 2020  |
| Cold               | 9 de abril de 2021       |
| Fire               | 4 de junio de 2021       |
| Know               | 4 de febrero de 2022     |
| Blue jeans         | 29 de septiembre de 2022 |